# Río Camacho
Der Río Camacho ist ein Fluss im Süden des südamerikanischen Anden-Staates Bolivien.
Die Quelle des Camacho liegt in der bolivianischen Cordillera Oriental  in der Nähe der Grenze zu Argentinien in einer Höhe von 3725 m. Von dort aus fließt der Camacho in nördlicher Richtung und mündet nach 72 km in den Río Nuevo Guadalquivir, Oberlauf des Río Tarija, 6 km unterhalb der Ortschaft Valle de Concepción.
Der Camacho ist auf seiner gesamten Länge nicht schiffbar und je nach Jahreszeit erheblichen Wasserschwankungen unterworfen. In den Wintermonaten von April bis Oktober fallen nur durchschnittliche Monatsniederschläge von weniger als 30 mm, so dass der Camacho in dieser Zeit kaum Wasser führt, während er in der Feuchtezeit von Dezember bis Februar mit Monatsniederschlägen von über 100 mm immer wieder über die Ufer treten kann.